# Аргулиця
Аргулиця (мак. Аргулица) — село у Північній Македонії, яке входить до общини Карбинці, що в Східному регіоні країни.
Громада складається з 315 осіб (перепис 2002): за національністю — 305 македонців, 8 турків і 2 арумуни. Село розкинулося в низинній місцевості (середні висоти — 386 метрів), яку македонці називають Овче поле.

## Галерея

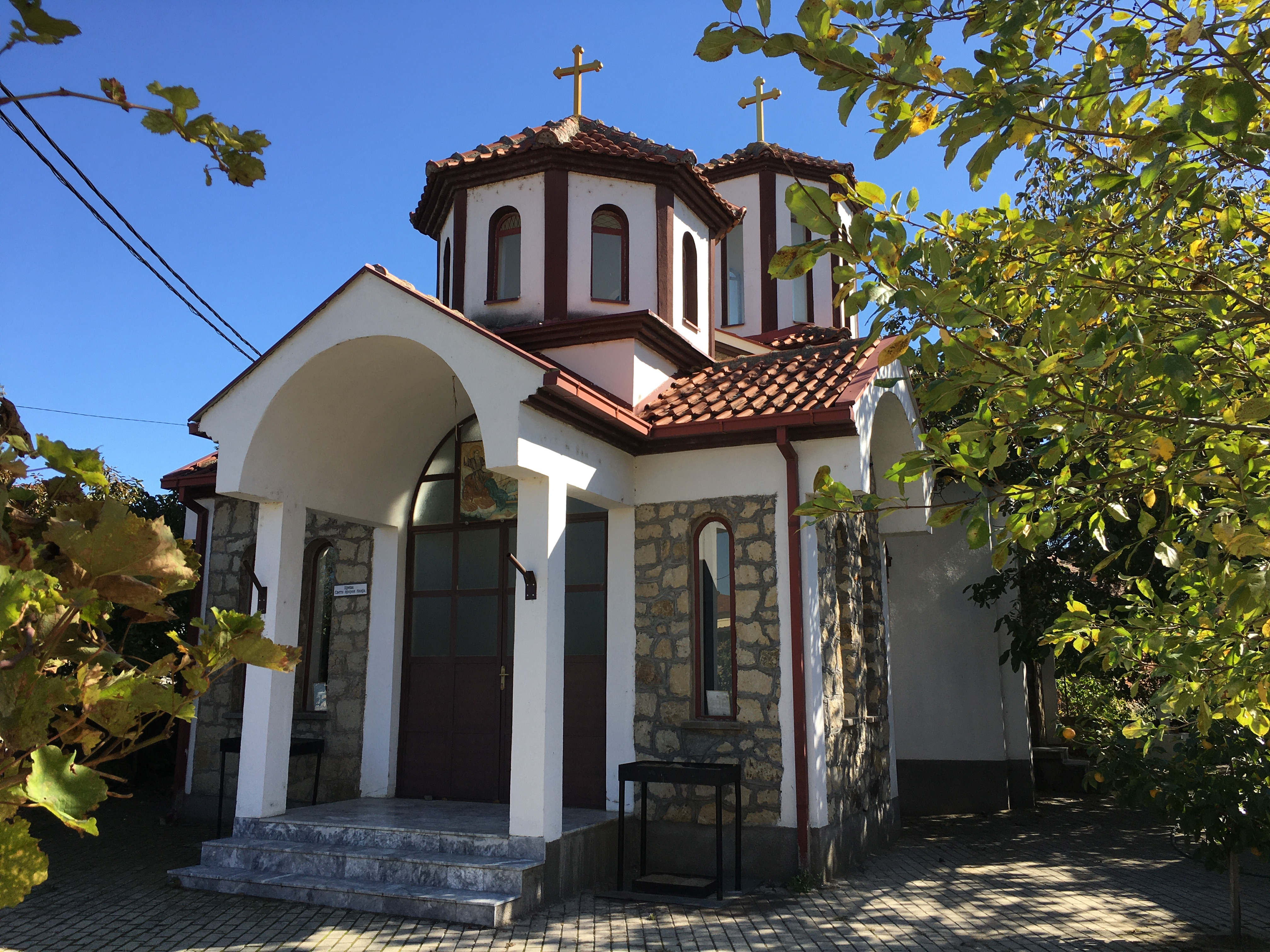
Церква Святого Іллі
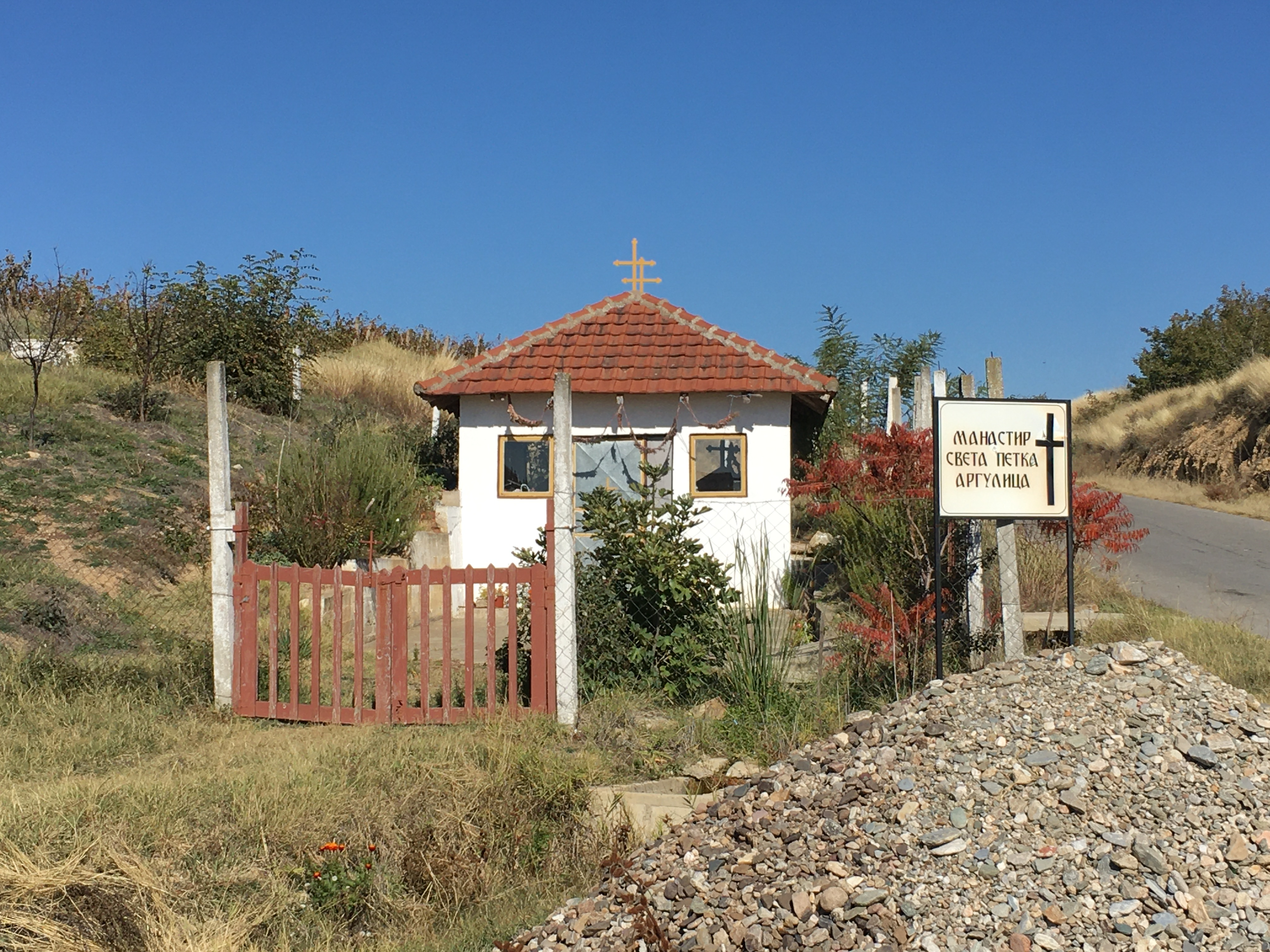
Церква Параскеви Сербської
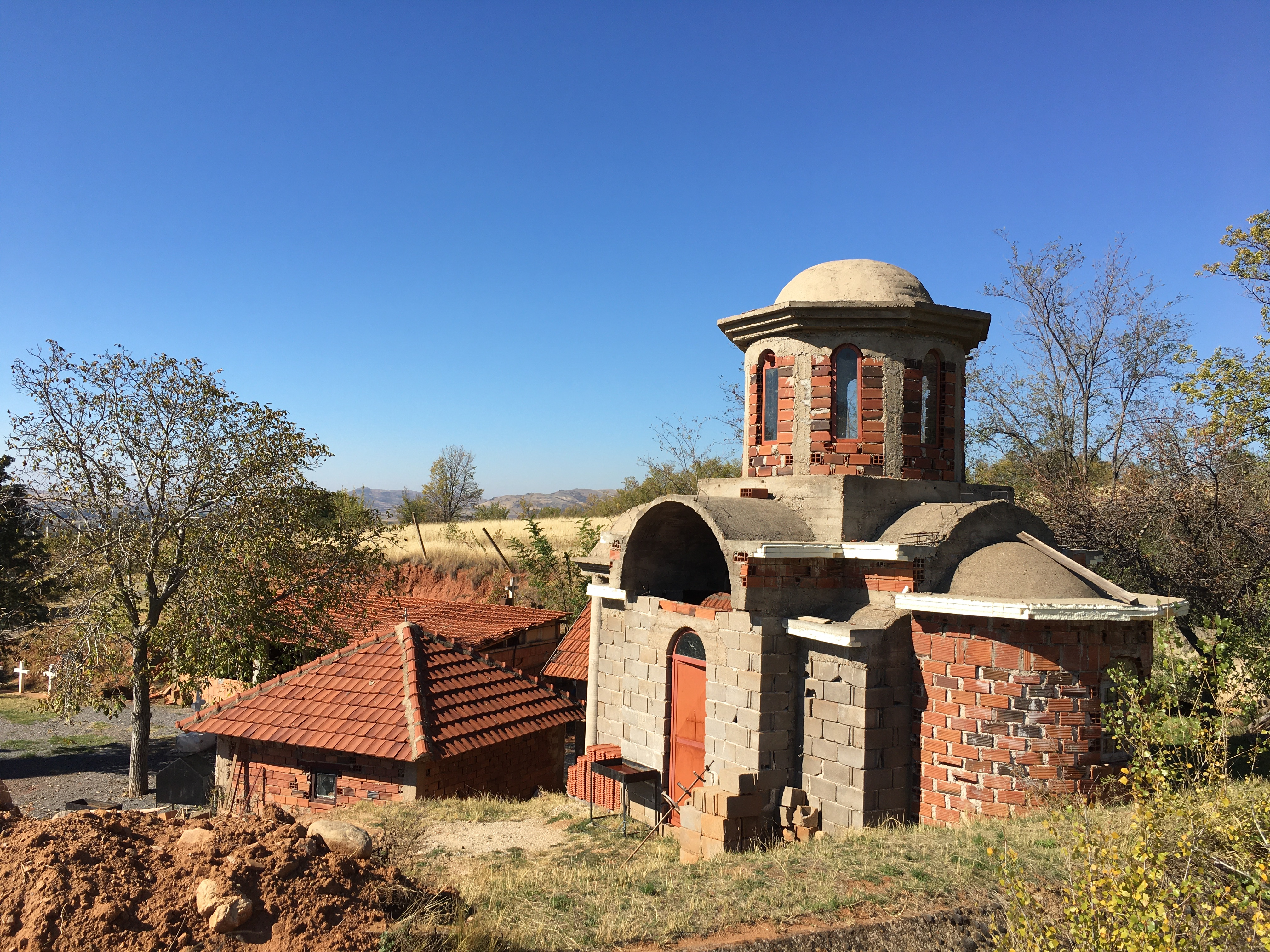
Церква Різдва Пресвятої Богородиці